# کابدن (مینه‌سوتا)
کابدن، مینه‌سوتا (به انگلیسی: Cobden, Minnesota) یک شهر در ایالات متحده آمریکا است که در مینه‌سوتا واقع شده‌است.

## خصوصیات
کابدن ۲٫۴۹ کیلومترمربع مساحت و ۳۶ نفر جمعیت دارد و ۳۱۶ متر بالاتر از سطح دریا واقع شده‌است.